# Хановер (Охајо)
Хановер (енгл. Hanover) град је у америчкој савезној држави Охајо.

## Демографија
По попису из 2010. године број становника је 921, што је 36 (4,1%) становника више него 2000. године.
| Група             | 2000.       | 2010.       |
| Белци             | 872 (98,5%) | 896 (97,3%) |
| Афроамериканци    | 4 (0,5%)    | 9 (1,0%)    |
| Азијати           | 0 (0,0%)    | 2 (0,2%)    |
| Хиспаноамериканци | 2 (0,2%)    | 6 (0,7%)    |
| Укупно            | 885         | 921         |